# Hollandsche Schouwburg

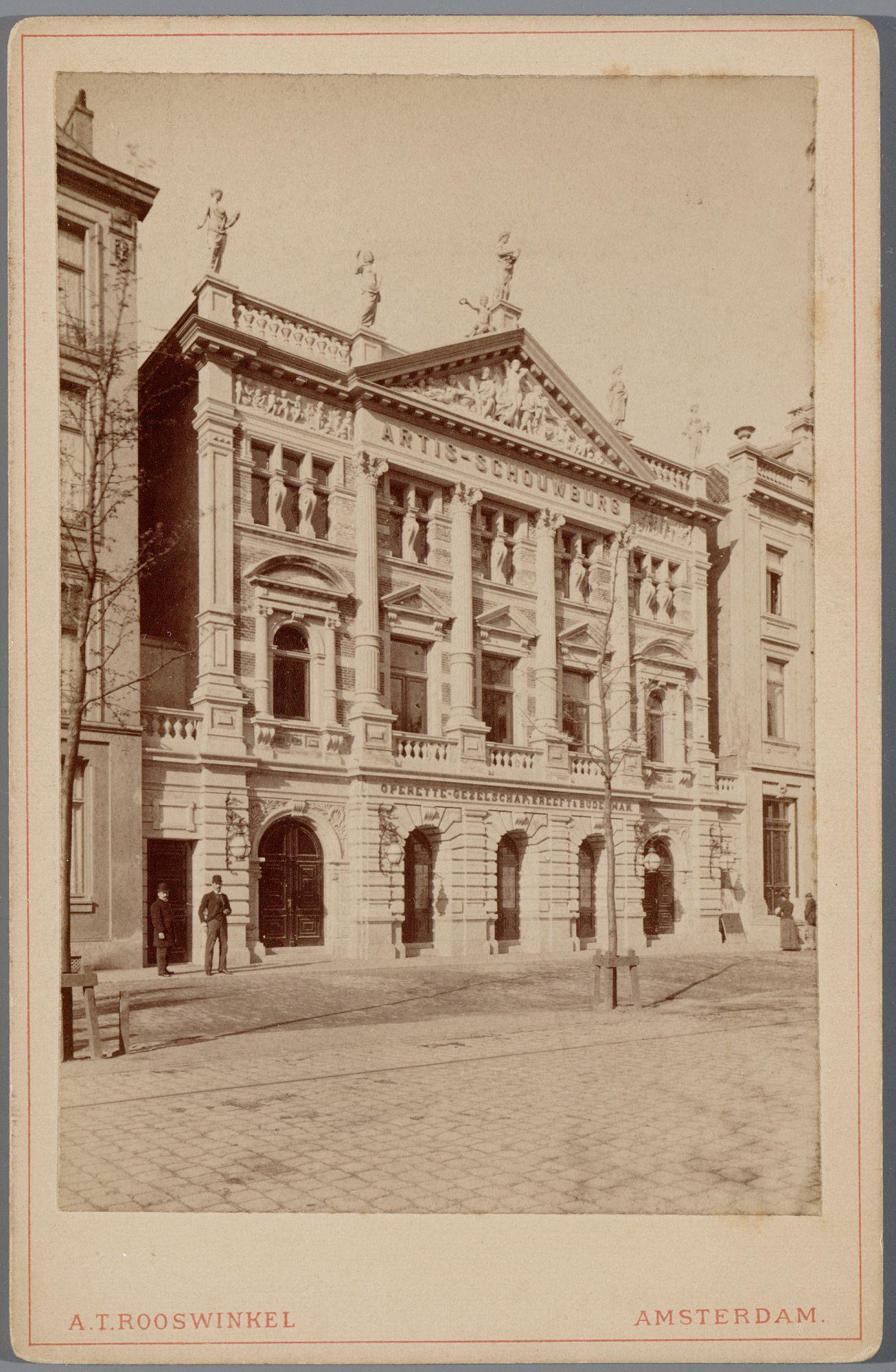
De Hollandsche Schouwburg kort na de bouw, circa 1892-1894.

De Hollandsche Schouwburg is een Joods monument aan de Plantage Middenlaan te Amsterdam. Tussen 1892 en 1942 was het een theater. In de oorlogsjaren 1942 en 1943 was het een verzamelplaats waarvandaan Joden via Kamp Westerbork en Kamp Vught gedeporteerd werden naar de vernietigingskampen van nazi-Duitsland.

## Schouwburg
Na de brand in de Stadsschouwburg aan het Leidseplein in 1890 was er behoefte aan een theater van vergelijkbaar formaat in Amsterdam. Dit werd gebouwd aan de Plantage Middenlaan.
De Hollandsche Schouwburg staat op de plek waar vroeger de woning stond van Dr. G.F. Westerman, directeur van Artis. Na diens dood is het terrein aan Louis Bouwmeester aangeboden om er een theater te laten bouwen. Het theater werd ontworpen door Cornelis Antonius Bombach. Na diverse wijzigingen in de bouwplannen werd het uiteindelijk op 5 mei 1892 in gebruik genomen als Artis Schouwburg. Deze ging in 1894 failliet.
In 1894 werd het gebouw op een veiling verkocht. Drie jaar later werd de Nederlandsche Tooneelvereeniging huurder van het pand, dat inmiddels was omgedoopt in de Hollandsche Schouwburg. Hier gingen toneelstukken van Herman Heijermans in première; bij voorkeur op kerstavond, zodat de mond-tot-mondreclame zich kon verbreiden vóór De Telegraaf het stuk kon kraken. In 1900 beleefde de première van Op hoop van zegen hier het grootste succes dat een Nederlands stuk ooit heeft gehad. In 1938 onderging het gebouw een renovatie en ging verder onder de naam Plaza Theater. Enkele maanden later werd het weer Hollandsche Schouwburg.
In 1941 werd de naam van het theater op last van de bezetter gewijzigd in Joodsche Schouwburg en mochten er alleen nog Joodse musici en artiesten optreden voor uitsluitend een Joods publiek. Er werd toen opgetreden door het Joodsch Symphonie Orkest. De laatste voorstelling was op 12 juli 1942. De dag erna kwam de schouwburg in gebruik als doorgangshuis voor opgepakte Joden.

## Deportatieplaats

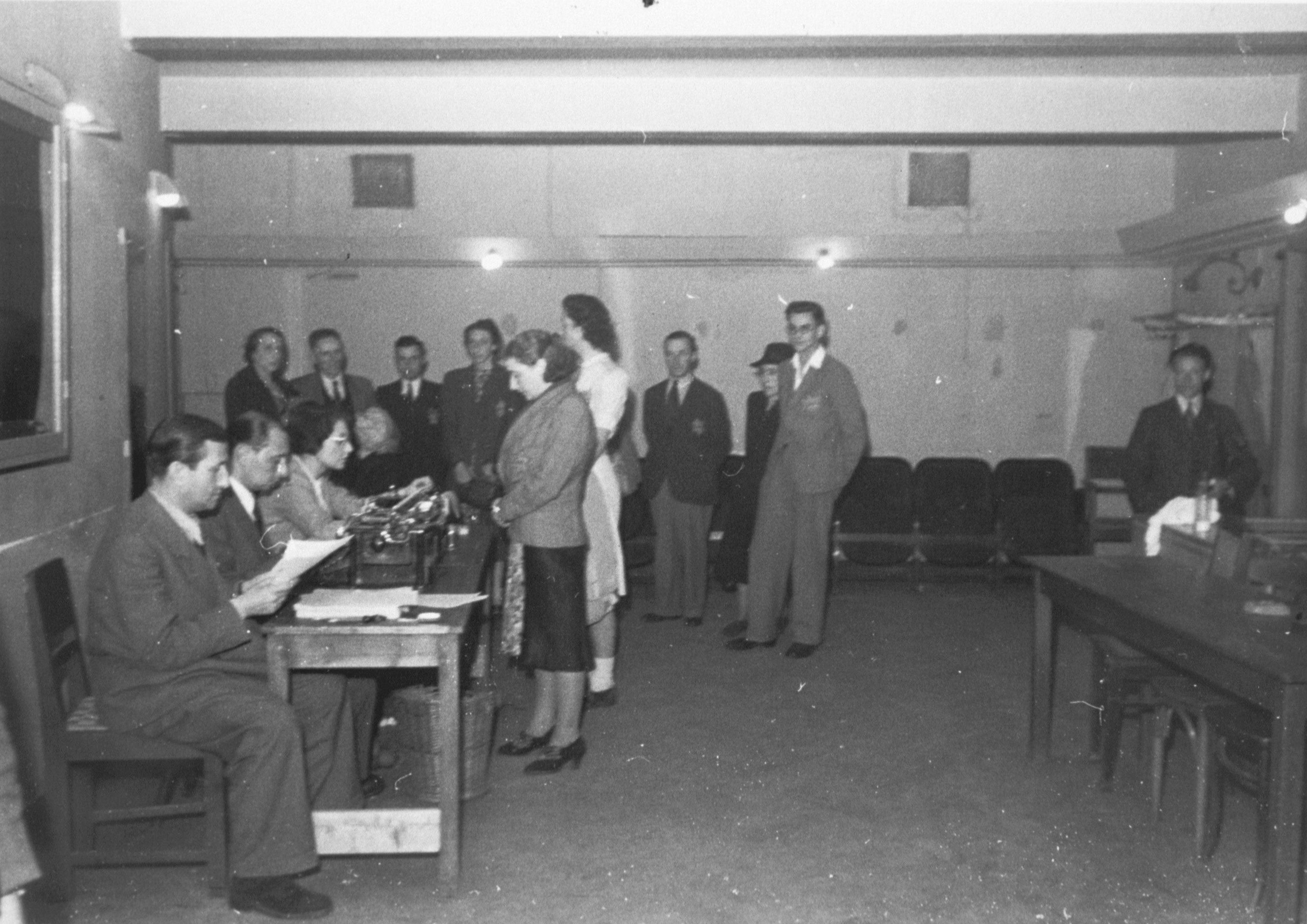
Registratie van opgepakte joden in de Hollandsche Schouwburg.

Vanaf augustus 1942 tot in 1943 werd de schouwburg, gelegen in het hart van de oude Amsterdamse Jodenbuurt, door de Duitsers gebruikt als verzamel- en deportatieplaats (Umschlagplatz Plantage Middenlaan) van waaruit joden op transport werden gesteld naar Westerbork en Vught en vandaar naar Duitse concentratiekampen. Weinigen overleefden: 104.000 Nederlandse Joden werden vermoord in de vernietigingskampen van de Duitse bezetter.
Hauptsturmführer SS Aus der Fünten, belast met de dagelijkse leiding betreffende de deportatie van de Nederlandse Joden als vertegenwoordiger van de Zentralstelle für jüdische Auswanderung, had al eerder onderzocht welke locatie geschikt zou zijn om grote groepen Joden korte tijd gevangen te houden in afwachting van deportatie. Tijdens de periode dat het als een Deportatie plaats functioneerde waren er 4 artsen die de keuring deden om de mensen die op transport moesten Transportfähig (geschikt voor transport) of transport unfähig (niet geschikt voor transport) moesten keuren. 
De artsen van de Joodse Raad waren Calmer Roos, Bert de Vries Robles en Jo van der Hal. De Weense (tand)arts Jeremias Barth werkte in de schouwburg op eigen initiatief met toestemming van Hauptsturmführer van de SS Ferdinand aus der Fünten en van Edwin Sluzker van de Expositur (uitvoerig organisatie) van de Joodse Raad. 
Alle vier hebben zo veel als mogelijk mensen trachten te redden, door bijvoorbeeld een uitstel van 24-72 uur via de ziekenzaal te geven. De lijsten qua aantal moesten kloppen volgens de Duitsers. De artsen Van der Hal en Barth waren in staat mensen definitief uit de Hollandse Schouwburg naar een onderduikplaats te brengen. Het is later duidelijk geworden dat Barth met behulp van zijn tandtechnische apparaten sleutels heeft kunnen kopiëren en zodoende toegang naar de buitenwereld mogelijk heeft gemaakt. 
Walter Süskind, de beheerder van de schouwburg tijdens de Jodenvervolging, lukte het met Felix Halverstad, Hester van Lennep, Henriëtte Pimentel en Johan van Hulst om in totaal zeshonderd kinderen via de crèche te laten ontsnappen. Dit is bekend gebleven als de kindersmokkel Hollandsche Schouwburg. 
Ook volwassenen slaagden er soms in met behulp van verzetsvrienden om te ontsnappen, zoals Herman Ohringer, die sinds 1924 in Nederland woonde.
De stoelen werden in 1943 vervangen door strozakken. In 1944 werd het gebouw geveild. Tijdens de hongerwinter 1944-1945 werd veel hout eruit gesloopt als brandhout.

### Andere verzamelplaatsen
Naast de Hollandsche Schouwburg waren ook elders in Amsterdam locaties waar joden werden verzameld en op transport gezet, zoals het Centraal Station, de Polderweg bij het Muiderpoortstation en de Borneokade en Panamakade bij rangeerterrein De Rietlanden in het Oostelijk Havengebied. Daarnaast was de bovengenoemde Zentralstelle aan het Adama van Scheltemaplein in Amsterdam-Zuid ook een verzamelplaats. Ook in Den Haag, Rotterdam en Utrecht waren verzamelplaatsen.

## Oorlogsmonument

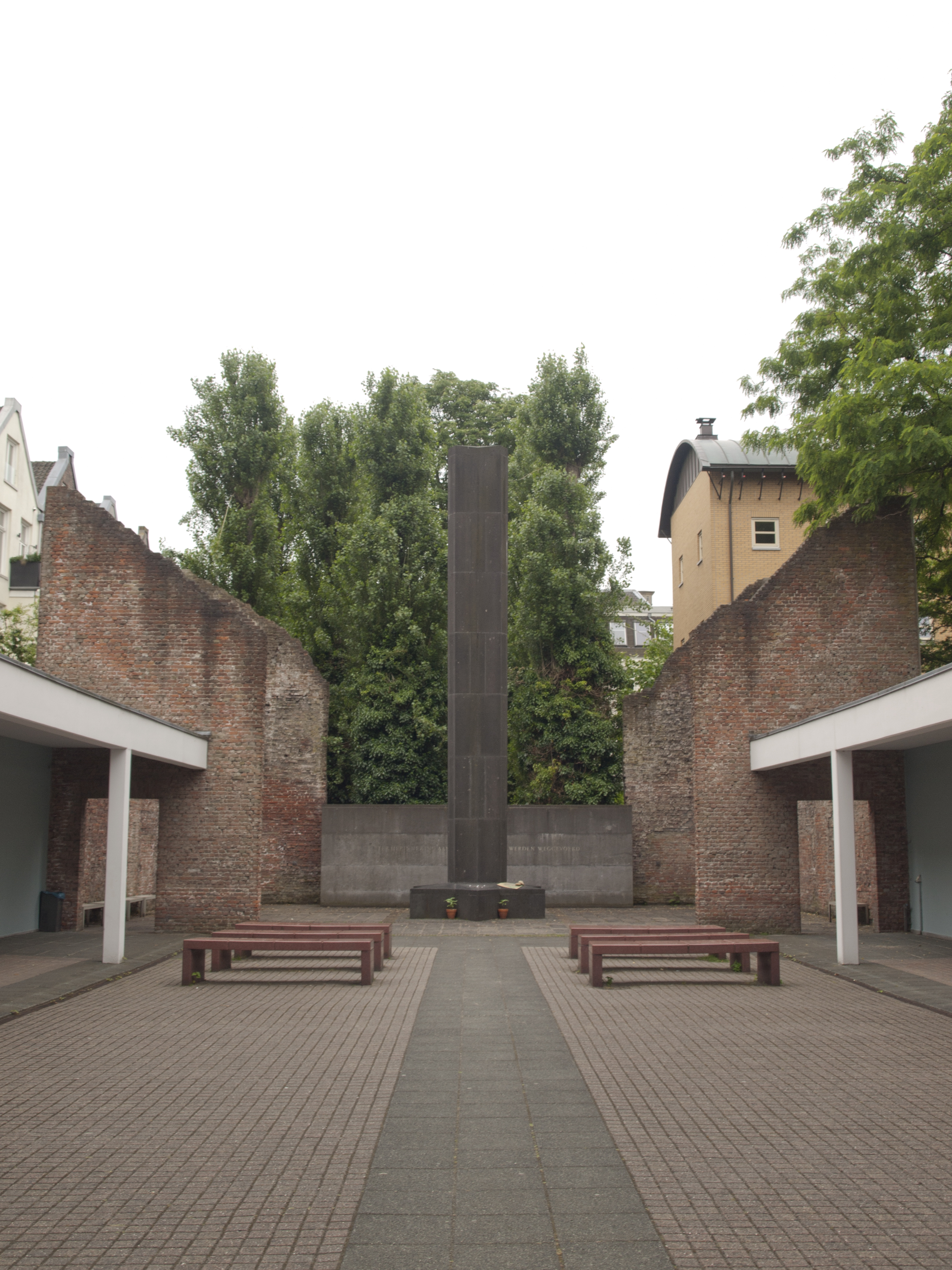
Monument van L. Waterman

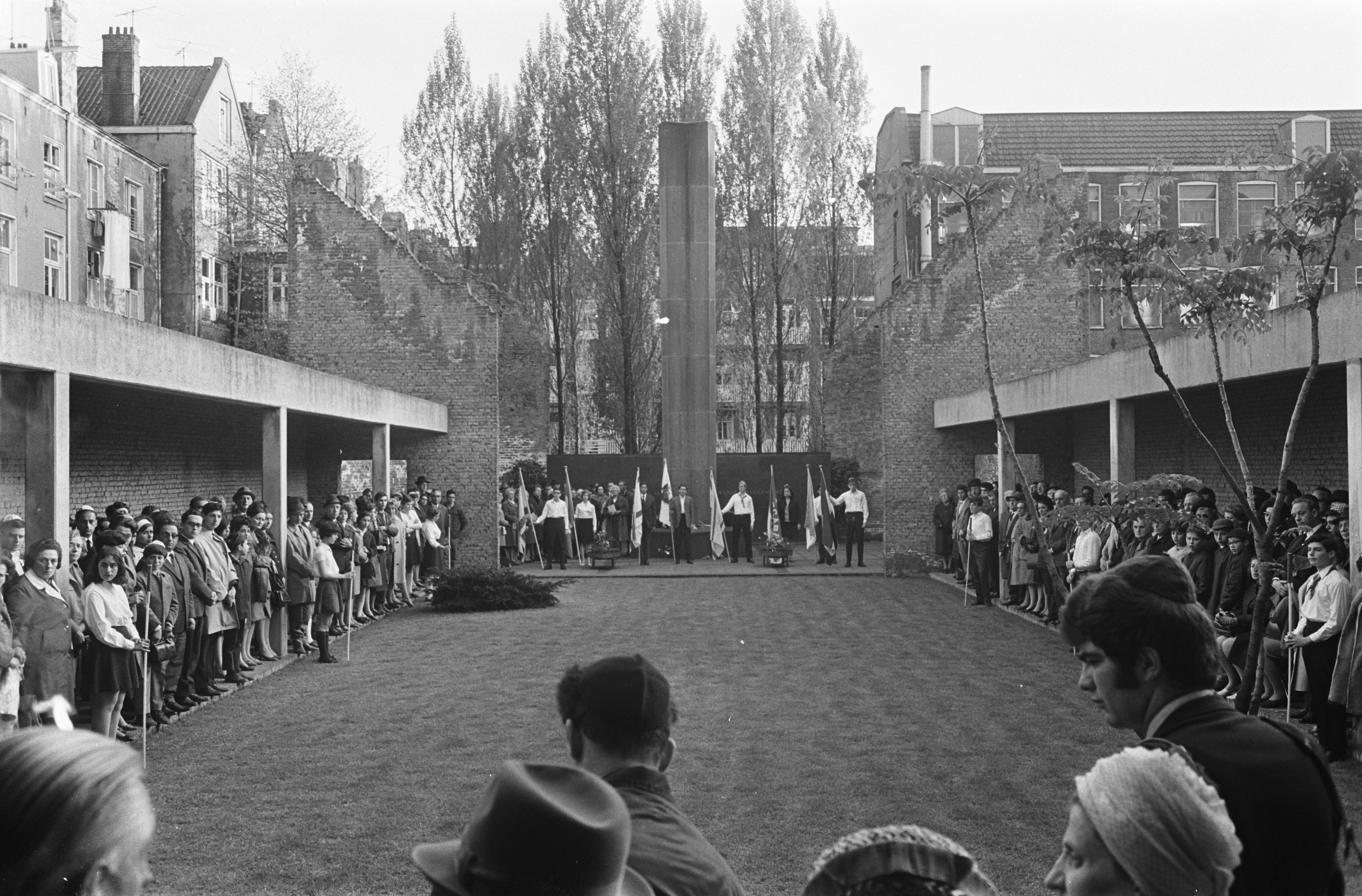
Dodenherdenking in de Hollandse Schouwburg; 25 april 1968.

Vanaf 1945 stond het gebouw leeg. Het weer ingebruiknemen voor amusement van het verwaarloosde gebouw werd tegengehouden.
In 1947 kocht de Stichting Hollandsche Schouwburg het pand aan, waarmee werd voorkomen dat het weer de functie van theater zou krijgen. In november 1958 werd door de gemeente Amsterdam besloten om het gebouw als monument in te richten. In 1960 kwam de verbouwing op gang. De voorgevel werd gerestaureerd en de bouwvallige achterzijde grotendeels afgebroken. De schouwburgzaal werd een binnenplaats. Op de plek van het voormalige toneel is een gedenknaald opgericht. De gedenkplaats is een ontwerp van architect L. Waterman.
Op 4 mei 1962 werd door de toenmalige burgemeester Gijs van Hall de eeuwige vlam ontstoken. De Hollandsche Schouwburg werd in 1992 gerestaureerd en verbouwd door Roy Gelders Architecten. Op de tweede verdieping werd een ruimte gemaakt voor ontvangen van groepen, op de eerste verdieping werd een bescheiden expositieruimte gemaakt en ontworpen door Premsela Vonk en Partners, op de begane grond is de Chapelle Ardente uitgebreid met gedenkmuur waarop ruim 6700 namen worden weergegeven van Joodse families die tijdens de Tweede Wereldoorlog uit Nederland werden weggevoerd en vermoord. Deze gedenkmuur is ontworpen door Victor Levie. Op de grond is een eeuwige vlam opnieuw ontworpen als herinnering aan de slachtoffers. In februari 2017 bleek dat de naam van de nazifotograaf Franz Anton Stapf en vier familieleden onterecht op het monument stonden vermeld. Zijn naam zou tussen de slachtoffers zijn beland door een onjuiste interpretatie van aantekeningen uit 1950 op een administratiekaart van de Amsterdamse Raad van Arbeid. Eerder werd ook al een naam van een Joodse vrouw die in een NSB-gezin was ingetrouwd – en geen slachtoffer was van het naziregime – van het monument verwijderd.
Het gebouw staat op de lijst van rijksmonumenten en de gedenkplaats is opgenomen in het Beschermingsprogramma Wederopbouw 1959-1965.
Sinds januari 2012 bestaat er een wandelroute, Westerborkpad genaamd, in het spoor van de Jodenvervolging die van de Hollandsche Schouwburg naar het voormalige Kamp Westerbork loopt. De afstand bedraagt 336 kilometer.

### Exposities
Tot de sluiting in 2020 waren er regelmatig wisselende tentoonstellingen en was er een vaste expositie over de Jodenvervolging. De tweede verdieping werd gebruikt voor educatieve activiteiten.
In 2020 sloot de Hollandsche Schouwburg voor een verbouwing. Vanaf maart 2024 was het gebouw weer beschikbaar als herdenkingsplek van de Jodenvervolging in Nederland.